# Сигезбек, Иоганн Георг
Иоганн Георг Сигезбек (нем. Johann Georg Siegesbeck, 1686—1755) — член Петербургской академии наук, врач, ботаник, директор Ботанического сада в Петербурге.

## Биография
Иоганн Георг Сигезбек получил врачебное образование получил в Виттенбергском университете и там же был признан доктором медицины в 1716 году, защитив диссертацию De Borella. После окончания университета занимался врачебной практикой в Зеегаузене, а в 1730 году переселился в Хельмштедт. Лоренц Гейстер рекомендовал его архиатеру фон Фишеру, и последний вызвал его в Россию. Летом 1735 года Сигезбек переехал в Петербург, где поступил врачом в петербургский морской госпиталь. В то же время он получил должность директора Ботанического сада (на Аптекарском острове) и преподавателя ботаники при петербургском госпитале. Сам он называл себя «префектом ботанического сада». Ботанический сад уже в то время был замечателен в научном отношении.
В 1742 году Сигезбек подал в академическую канцелярию прошение о назначении его членом академии по кафедре ботаники. Иоганн Лесток, бывший в то время всемогущим, приказал И. Д. Шумахеру дать место Сигезбеку, признанному ненужным для службы в ведомстве медицинской канцелярии. Кафедра ботаники и натуральной истории недавно освободилась за смертью Аммана, и Шумахер 5 апреля 1742 года подписал постановление о назначении Сигезбека на эту кафедру. Ему было поставлено в обязанность заниматься естественными науками, «как должно члену Академии», и содержать в порядке Ботанический сад. Жалованье ему было назначено в размере 800 рублей в год с казённой квартирой, отоплением и освещением.
Однако Сигезбек недолго оставался академиком. Труды его в области ботаники были весьма скромны. В 1736 году он составил и издал каталог растений Ботанического сада и две статьи, которые Франц Рупрехт впоследствии назвал «пустыми». Кроме того, за Сигезбеком шла слава скандалиста. Его отношения с академической канцелярией и её начальником Шумахером быстро испортились. Он говорил, что Шумахер не выполняет его требований, касающихся содержания ботанического сада, не выдаёт необходимых для этого денег и не отпускает дров в оранжерею, «мстя имеющимся ссорам с собранием академическим». При этом Сигезбек высказывал опасение, «чтоб с ним то же не сделалось, как и с бывшим прежде него профессором, который от претерпенных от академической канцелярии досад и утеснений в меланхолию пришёл и живот свой скончал». 18 января 1745 года Шумахер предложил Сигезбеку оставить службу в Академии, но тот ответил, что Шумахеру не дано прав увольнять академиков по своему произволу. Граф К. Г. Разумовский, вступив в должность президента Академии Наук, подписал 1 мая 1747 года определение, по которому Сигезбек был отрешён от должности на том основании, что «адъюнктом Крашенинниковым и без него пробавиться можно… да и нужды в ботанической науке при Академии такой нет, чтоб профессора на столь великом иждивении за одну только ботанику содержать». 17 июля 1747 года Сигезбек уехал за границу. Последние годы своей жизни он провел в Зеегаузене, где работал врачом. Умер там же в 1755 году.

## Отношения с Карлом Линнеем
В 1737 году Сигезбек издал свою «Ботанософию», в которой резко выступил против половой системы классификации растений, только что опубликованной Линнеем. Он писал, что «Бог никогда не допустил бы в растительном царстве такого безнравственного факта, как то, что несколько мужей (тычинок) имеют одну жену (пестик). Не следует преподносить учащейся молодёжи подобной нецеломудренной системы». И. Г. Гмелин в письме к Стеллеру от 30 января 1744 года писал: «В Hortus Cliffortianus, а также в Flora Lapponica растения расположены по половой методе. Эта метода уже имела свою fata: г. проф. Сигезбек писал против неё, а Гледич и Броваль защищали Линнея против Сигезбека».
Линней был весьма обижен выступлением Сигезбека, тем более, что раньше тот восхищался его научными трудами и вёл с ним оживлённую переписку. Незадолго до выхода в свет «Ботанософии», положившей начало ссоре, Линней дал вновь описанному роду растений из семейства сложноцветных название Sigesbeckia orientalis (с лат. — «Сигезбекия восточная»). Позже, посылая семена сигезбекии  в Петербург, Линней написал на мешочке Cuculus ingratus — «кукушка неблагодарная». Сигезбек очень был оскорблён, когда из семян со странным названием выросло растение, носящее его имя.

## Другие скандалы в академии, связанные с Сигезбеком
Сигезбек в своём труде Dubia contra systema Copernicanum (1735) оспаривал вполне принятую тогда гелиоцентрическую систему мира Коперника.
Сигезбек был известен также своими выпадами против Гмелина. В декабре 1743 года в протокол академического заседания была внесена следующая жалоба Сигезбека: 

Когда г-н доктор Гмелин, химии и истории натуральной профессор, прибыл из Сибири, то долго будучи в отлучке и совсем отвыкнув чрез различные перемены и даже обычаи от академических постановлений, стал вмешиваться в дела ботанической профессии, а меня, как профессора ботаники и начальника академического сада, обижал, беспокоил и часто возбуждал бесполезные столкновения. Притом ещё не только исказил каталог сибирских растений из описаний покойного Аммана, в академическом саду необходимый и умноженный, моею рукою выбранный и сданный в академический архив, но в последнем академическом заседании 12 декабря 1743 года объявил ложным и совсем плохим мое описание de Majanthemo, изданное в 1736 году…
 Сигезбек находил такое поведение особенно непристойным ввиду того, что Гмелин, по его мнению, был по части ботаники новичком, а он — старый профессор, преподававший эту науку тогда, когда Гмелин был ещё ребёнком. Гмелин в то время уже прославился как исследователь флоры Сибири. По свидетельству Гмелина, Сигезбек не любил давать кому-либо рассматривать какие-нибудь замечательные растения, поэтому Гмелин был вынужден развести себе частный сад, для которого не надеялся достать семян от Сигезбека. Когда Flora Sibirica Гмелина была приготовлена к печати и представлена в академическое собрание на рассмотрение, Сигезбек возражал ему, причём признавал превосходною описательную часть сочинения, но находил неправильным метод распределения растений.
В 1745 году Сигезбек из-за пустяков поссорился с С. П. Крашенинниковым и довёл ссору до разбирательства в академическом заседании. Ссора произошла из-за того, что Крашенинников пожаловался начальству на буйное поведение членов большой семьи Сигезбека (у него было трое сыновей и пять дочерей), которые избивали прислугу. М. В. Ломоносов, друживший с Крашенинниковым, иногда наводил порядок в отношениях соседей.
В том же 1745 году у него произошли недоразумения с физиологом академиком Вейтбрехтом. Сигезбек предложил в академическом заседании своего сына в адъюнкты по кафедре анатомии, а Вейтбрехт возразил: «Где было молодому Сигезбеку учиться анатомии, когда он несколько лет прогулял».

## Труды
- Dissertationem inauguralem medico botanicam de rorella. Wittenberg, 1716, диссертация под руководством Адама Бренделя[нем.].
- Schediasma philosophico-astronomicum de vero systemate cosmico ad hunc diem nondum perspecto ac cognito; quo non solum hypothesium tam Ptolemaicae, quam Tychonicae, sed et praecipue Copernicanae … immo mathematica evolutione, fallere nescia, clare evincitur ac demonstratur. Operis Majoris prodromus. Helmstedt, 1732.
- Chronologiae verioris specimen, quo aequinoctium vernum… Helmstedt, 1735.
- Propempticum medico-botanicum de Maianthemo lilium convallium officinis vulgo nuncupato, quo lectiones ac demonstrationes botanicas per aestatem anni MDCCXXXVI. horis pomeridianis tam in horto medico Petriburgensi quam in locis campestribus suscipiendas botanophilis significare eosque ad has ipsas officiose invitare voluit Io. Georgius Siegesbeck, m. d. et p. t. horti eiusdem praefectus. Sankt Petersburg, 1736.
- Primitiae florae Petropolitanae sive catalogus plantarum tam indigenarum quam exoticarum, quibus instructus fuit hortus medicus Petriburgensis per annum MDCCXXXVI. Riga, 1736.
- Botanosophiae verioris breuis sciagraphia in vsum discentiumadornata : accedit ob argumenti analogiam, epicrisis in clar. Linnaei nuperrime euulgatum systema plantarum sexuale, et huic superstructam methodum botanicam. Sankt Petersburg, 1737.
- Programma medico-botanicum de Tetragono Hippocratis. Sankt Petersburg, 1737
- Vaniloquentiae botanicae specimen, a M. Jo. Gottlieb Gleditsch in consideratione Epicriseos Siegesbeckianae in scripta botanica Linnaei, pro rite obtinendo sexualistae titulo, nuper evulgatum, jure vero retorsionis refutatum et elusum. Sankt Petersburg, 1741.